# 本條流
本條流（ほんじょうりゅう）は、1971年に本條秀太郎により創流された三味線の流派。
「俚奏楽」を流儀曲とし、古典音楽としての端唄を始めとし、民俗歌謡曲としての民謡、伝統的現代的三味線の奏法などを扱う。